# Kim Sundlöv
Kim Maria Sundlöv, född 30 augusti 1990, är en svensk fotbollsspelare som spelar för Eskilstuna United. Hennes far, Michael Sundlöv, är en före detta ishockeyspelare som vann SM-guld med Brynäs IF 1993.

## Karriär
Sundlövs moderklubb är Stensätra IF. Hon spelade därefter för IFK Gävle.
Mellan 2011 och 2013 spelade Sundlöv 60 matcher och gjorde två mål för Sundsvalls DFF i Elitettan. Hon blev utsedd till Sundsvalls bästa spelare säsongen 2013. Inför säsongen 2014 gick Sundlöv till finländska Åland United.
Inför säsongen 2015 värvades Sundlöv av Djurgårdens IF. I december 2015 förlängde hon sitt kontrakt med ett år, och i januari 2017 förlängde hon med ytterligare ett år. Likaså förlängdes kontraktet med ett år i november 2017. Sundlöv missade hela säsongen 2019 på grund av en korsbandsskada. I december 2019 förlängde hon sitt kontrakt med två år.
I augusti 2020 lånades Sundlöv ut till Sandvikens IF på ett låneavtal över resten av säsongen. Hon spelade 17 matcher och gjorde ett mål i Elitettan 2020. Efter säsongen 2020 valde Sundlöv att lämna Djurgårdens IF.
I mars 2021 värvades Sundlöv av norska Stabæk. Inför säsongen 2023 återvände hon till Sverige och skrev på för Eskilstuna United.